# Lindigia browni
Lindigia browni là một loài ruồi trong họ Tachinidae.